# Emanuel Riezler
Emanuel Riezler (* 13. Juni 1854 in München; † 30. Juli 1938 ebenda) war ein bayerischer Generalmajor.

## Leben

### Herkunft
Emanuel Riezler war ein jüngerer Bruder des Historikers Sigmund von Riezler und stammte ebenfalls aus der zweiten Ehe des Bankiers Joseph Riezler mit Alphonsine, geborene Sendtner, einer Tochter des Schriftstellerehepaars Jakob Ignaz und Barbara „Betty“ Sendtner. Sein jüngerer Bruder Albrecht war als Maler in Tirol aktiv.

### Militärkarriere
Riezler besuchte in München die Knabenschule der Dom-Pfarr-Schule an der Fingergasse 2, wo er sich in der Singschule (III. Kurs) im Schuljahr 1864/65 einer „rühmlichen Bekanntmachung“ würdig machte und den ersten Preis im Singen erhielt. Danach wechselte er auf das Königliche Realgymnasium in München. Er studierte im Anschluss am Münchner Polytechnikum, der heutigen Technischen Universität München.
Danach war er Einjährig-Freiwilliger im 3. Feldartillerie-Regiment „Königin Mutter“ der Bayerischen Armee und avancierte bis 1877 zum Leutnant der Reserve. Im gleichen Jahr entschloss er sich, eine aktive Militärlaufbahn einzuschlagen und wurde als Leutnant im 4. Feldartillerie-Regiment „König“ angestellt. Bis 1882 stieg Riezler zum Abteilungsadjutanten auf und absolvierte 1885/88 die Kriegsakademie, die ihm die Qualifikation für die Höhere Adjutantur und das Lehrfach (Waffenlehre und Artilleriewissenschaften) aussprach. 1889/90 war er als Adjutant zur 1. Feldartillerie-Brigade kommandiert. Anschließend wurde er Hauptmann und Batteriechef. Von 1895 bis 1890 war Riezler als Lehrer an die Kriegsakademie kommandiert, kam dann unter Beförderung zum Major in den Regimentstab und wurde im selben Jahr Abteilungskommandeur im 8. Artillerie-Regiment. Daran schloss sich 1902 seine Versetzung in das Kriegsministerium sowie 1903 die Beförderung zum Oberstleutnant an. 1904 war er kurzzeitig Abteilungskommandeur im 11. Feldartillerie-Regiment in Würzburg, bevor er am 13. Dezember 1904 zum Kommandeur des 9. Feldartillerie-Regiments ernannt wurde. 1906 wurde er als Oberst zur Disposition gestellt.
Im Ersten Weltkrieg wurde Riezler als z.D.-Offizier wiederverwendet und fungierte als Kommandeur des Etappen-Munitionswesen bei der Etappeninspektion der 6. Armee. Am 8. Juli 1915 wurde er zum Generalmajor befördert, 1917 von diesem Kommando entbunden und verabschiedet. Seine Offizierspersonalakten befinden sich im Bayerischen Hauptstaatsarchiv.
Er veröffentlichte 1919 seine Politische Bilanz des Freistaates Bayern.
Riezler war Mitglied der Schachgesellschaft Altmünchen und spielte auch beim Schach-Klub in Augsburg.

### Familie
Emanuel Riezler war verheiratet mit der 1858 geborenen Anna Hierl-Deronco, Schwester von Otto und Alois Hugo Hierl-Deronco. Aus der Ehe gingen eine Tochter und ein ebenfalls Emanuel (1896–1974) genannter Sohn hervor, der auch als Offizier diente.
Nach dem Tod seines Bruders Heinrich im Jahr 1899 übernahm er auch die Vormundschaft für dessen Sohn, seinen Neffen Kurt Riezler, der später Politiker und Diplomat wurde.

## Schriften
- Die politische Bilanz des Freistaates Bayern. Lindauer’sche Universitätsbuchhandlung, München 1919.